# Дивинтендант
Дивинтендант — сокращённое название должности «дивизионный интендант» и персональное воинское звание высшего начальствующего (военно-хозяйственного) состава в Красной Армии. Выше бригинтенданта, ниже коринтенданта.

## История
Введено Постановлением ЦИК СССР и СНК СССР от 22 сентября 1935 года «О введении персональных военных званий начальствующего состава РККА» взамен многочисленных «должностных» званий начальствующего состава категории К-11. В войсках и органах НКВД это звание было установлены приказом № 331 от 23 октября 1935 года. Звание дивинтенданта не было связано исключительно с хозяйственными должностями - по сути это было наиболее универсальное звание, которое присваивались во всех случаях, когда представителю высшего начальствующего состава любого рода войск не могли быть присвоены звания технического, юридического или медицинского (ветеринарного) начальствующего состава. В частности, его носили представители начальствующего состава военно-медицинской и военно-ветеринарной служб, не имевшие собственно врачебного образования, в том числе и руководители фармацевтических служб. Это же звание носили и руководители военных научных и культурных учреждений, и начальствующий состав некоторых других служб. Также существовала практика присваивать это звание штабным работникам штабов корпусного-армейского-окружного уровня, в том числе руководителям разведывательных, а также оперативно-технических подразделений. Кроме того, это звание могли носить и командиры строевых подразделений. Также его, а не звания военно-технического состава, получали руководители военно-строительных организаций (в том числе - и относившихся к гражданским наркоматам), его же получали и некоторые научные работники учреждений центрального подчинения и военкомы крупных военкоматов, на флоте - командиры портов крупных военно-морских баз.
Многие из носящих данное звание были репрессированы в 1937—1938 годах.
Звание дивинтендант было упразднено указом Президиума Верховного совета СССР от 07 мая 1940 г. «Об установлении воинских званий высшего командного состава Красной Армии» в связи с введением в РККА генеральских званий.
Постановлением ГКО СССР от 26 марта 1942 г. № 1494 «О введении интендантских званий» для среднего и старшего начальствующего состава интендантской службы Красной Армии были введены новые воинские звания и этим же постановлением окончательно отменены воинские звания бригинтендант, дивинтендант и коринтендант. 
Лица, имевшие эти звания были переаттестованы в генерал-майоров интендантской службы, один в полковника интендантской службы. 
К лету 1943 году звание было полностью упразднено.
| Род войск                                      | Соответствующее звание/должность |
| В командном составе                            | В командном составе |
| ---------------------------------------------- | --- |
| в сухопутных и военно-воздушных силах РККА     | комдив |
| Народный комиссариат внутренних дел СССР       | старший майор государственной безопасности, введённое постановлением ЦИК и СНК СССР от 7 октября 1935 года (военнослужащие пограничных и внутренних войск НКВД имели воинские звания, принятые в РККА) |
| Военно-Морской Флот СССР                       | флагман 2-го ранга |
| ВВС ВМФ и береговая служба                     | комдив |
| В начальствующем составе                       | |
| в военно-политическом составе всех родов войск | дивизионный комиссар |
| в военно-техническом составе всех родов войск  | дивинженер |
| в военно-техническом составе ВМФ               | инженер-флагман 2-го ранга |
| в военно-медицинском составе всех родов войск  | дивврач |
| в военно-ветеринарном составе всех родов войск | дивветврач |
| в военно-юридическом составе всех родов войск  | диввоенюрист |

## Знаки различия
Знаки различия — два красных ромба в петлицах.
Над ромбами была эмблема военно-хозяйственного состава - золотого цвета каска, ключ, циркуль, половина шестерни и половина автоколеса, установленная приказом НКО СССР от 10 марта 1936 года № 33 была.
Постановлением СНК СССР от 2 декабря № 2590 была установлена тёмная-зелёная расцветка петлиц с красным кантом.
Во флоте расцветки галунов и просветов на нарукавных знаках различия были установлены Постановлением СНК СССР от 2 декабря 1935 г. № 2591. Цвет галунов и звёзд над ними был белый (сребристый), а просветы (выпушки) между галунами цвета материала обмундирования. 

Дивинтенданту ВМФ полагался один широкий и один средний галун серебристого цвета с одним просветом между ними. Над галунами была размещена одна серебристая пятиконечная звезда.

## Присвоения[5]
| Фамилия имя отчество (годы жизни)              | Дата присвоения | Примечание |
| ---------------------------------------------- | --------------- | --- |
| Беккер Семен Иванович (1894—1937)              | 20.11.1935      | - |
| Ванаг Адольф Яковлевич (1898—1937)             | 20.11.1935      | - |
| Горшков Василий Сергеевич (1887—1937)          | 20.11.1935      | - |
| Дзыза Григорий Антонович (1893—1938)           | 20.11.1935      | - |
| Драчёв Павел Иванович (1897—1964)              | 20.11.1935      | Генерал-майор интендантской службы (04.06.1940); Генерал-лейтенант интендантской службы (17.11.1942); Генерал-полковник интендантской службы (11.05.1944) |
| Иванов Борис Николаевич (1887—1938)            | 20.11.1935      | - |
| Латсон-Крашинский Освальд Петрович (1892—1938) | 20.11.1935      | - |
| Петерсон Рудольф Августович (1897—1937)        | 20.11.1935      | - |
| Соколов Александр Михайлович (1899—1953)       | 20.11.1935      | - |
| Федоров Василий Федорович (1895—1937)          | 20.11.1935      | - |
| Анкудинов Иван Яковлевич (1891—1937)           | 26.11.1935      | - |
| Байков Павел Григорьевич (1893—1938)           | 26.11.1935      | - |
| Гурьев Казимир Иванович (1900—1938)            | 26.11.1935      | - |
| Зуев Николай Николаевич                        | 26.11.1935      | - |
| Князев Павел Григорьевич (1892—1938)           | 26.11.1935      | - |
| Курков Петр Иванович (1889-1937)               | 26.11.1935      | - |
| Лешко Михаил Иванович (1891—1974)              | 26.11.1935      | Генерал-майор интендантской службы (10.11.1942) |
| Лоос Август Симович (1893—1941)                | 26.11.1935      | - |
| Максимов Сергей Максимович (1886—?)            | 26.11.1935      | Полковник интендантской службы |
| Прошкин Иван Григорьевич (1889—1938)           | 26.11.1935      | - |
| Логинов Иван Михайлович (1892—1959)            | 28.11.1935      | Генерал-майор интендантской службы (04.06.1940); Генерал-лейтенант интендантской службы (01.09.1943)                                                      |
| Чернышев Семен Петрович                        | 23.12.1935      | Умер в 1936 году |
| Комаровский Зиновий Соломонович (1895—1939)    | 17.02.1936      | - |
| Левашев Анатолий Михайлович (1890—1937)        | 17.02.1936      | - |
| Руднев Борис Николаевич (1893—1937)            | 17.02.1936      | - |
| Плинер Израиль Израилевич (1896—1939)          | 08.04.1936      | - |
| Берензон Лазарь Израилевич (1898—1956)         | 15.05.1936      | Генерал-майор интендантской службы (22.02.1943) |
| Зайцев Яков Саввич (1891—1937)                 | 26.11.1936      | - |
| Махонин Вячеслав Андреевич                     | 15.12.1936      | Дивинтендант запаса |
| Берзин Эдуард Петрович (1894—1938)             | 10.04.1937      | - |
| Крутов Григорий Максимович (1894—1938)         | 13.04.1937      | Дивинтендант запаса |
| Френкель Нафталий Аронович (1883—1960)         | 13.09.1937      | Коринженер (28.03.1939); Генерал-майор инженерно-технической службы (22.02.1943); Генерал-лейтенант инженерно-технической службы (29.10.1943)             |
| Кутузов Никифор Иванович (1895—1961)           | 22.02.1938      | Генерал-майор интендантской службы (10.11.1942) |
| Языков Семён Павлович (1889—1944)              | 08.07.1939      | Генерал-майор интендантской службы (04.06.1940); Генерал-лейтенант интендантской службы (22.01.1943)                                                      |
| Круглов Василий Александрович                  | 08.07.1940      | - |